# Светски куп у ватерполу 1985.
4. Светски куп у ватерполу под покровитељством ФИНЕ је одржан од 13. до 19. маја у Дуизбургу у Западној Немачкој. 
Учествовало је 8 репрезентација које су играле по једноструком бод систему, а победник је била екипа Западне Немачке која је сакупила највише бодова у својих 7 утакмица.

## Учесници
- Аустралија
- Грчка
- Западна Немачка
- Италија
- Југославија
- Сједињене Државе
- Холандија
- Шпанија

## Резултати
- Напомена: Утакмице нису игране по редоследу који је приказан у наставку чланка.

|  | Западна Немачка | 12 : 7 | Грчка |  |

|  | Сједињене Државе | 8 : 7 | Аустралија |  |

|  | Шпанија | 7 : 7 | Холандија |  |

|  | Југославија | 10 : 7 | Италија |  |

|  | Западна Немачка | 5 : 4 | Аустралија |  |

|  | Сједињене Државе | 8 : 5 | Холандија |  |

|  | Шпанија | 6 : 7 | Италија |  |

|  | Југославија | 8 : 7 | Грчка |  |

|  | Западна Немачка | 10 : 8 | Холандија |  |

|  | Сједињене Државе | 9 : 7 | Италија |  |

|  | Шпанија | 11 : 5 | Грчка |  |

|  | Југославија | 6 : 3 | Аустралија |  |

|  | Западна Немачка | 10 : 3 | Италија |  |

|  | Сједињене Државе | 9 : 4 | Грчка |  |

|  | Шпанија | 10 : 6 | Аустралија |  |

|  | Југославија | 7 : 7 | Холандија |  |

|  | Западна Немачка | 7 : 6 | Југославија |  |

|  | Сједињене Државе | 8 : 9 | Шпанија |  |

|  | Италија | 11 : 5 | Грчка |  |

|  | Холандија | 6 : 8 | Аустралија |  |

|  | Западна Немачка | 5 : 4 | Шпанија |  |

|  | Сједињене Државе | 7 : 7 | Југославија |  |

|  | Италија | 6 : 3 | Аустралија |  |

|  | Холандија | 12 : 11 | Грчка |  |

|  | Западна Немачка | 8 : 8 | Сједињене Државе |  |

|  | Шпанија | 11 : 10 | Југославија |  |

|  | Италија | 10 : 7 | Холандија |  |

|  | Аустралија | 8 : 8 | Грчка |  |

| 2° место Сједињене Америчке Државе | Победник 4. Светског купа у ватерполу за мушкарце Западна Немачка 1° титула | 3° место Шпанија |

## Табела
|   | Репрезентација   | ОУ | ПО | Н | И | ДГ | ПГ | ГР  | Бод |
| - | ---------------- | -- | -- | - | - | -- | -- | --- | --- |
| 1 | Западна Немачка  | 7  | 6  | 1 | 0 | 57 | 40 | +17 | 13  |
| 2 | Сједињене Државе | 7  | 4  | 2 | 1 | 57 | 47 | +10 | 10  |
| 3 | Шпанија          | 7  | 4  | 1 | 2 | 58 | 48 | +10 | 9   |
| 4 | Југославија      | 7  | 3  | 2 | 2 | 54 | 49 | +5  | 8   |
| 5 | Италија          | 7  | 4  | 0 | 3 | 51 | 50 | +1  | 8   |
| 6 | Холандија        | 7  | 1  | 2 | 4 | 52 | 61 | -9  | 4   |
| 7 | Аустралија       | 7  | 1  | 1 | 5 | 39 | 49 | -10 | 3   |
| 8 | Грчка            | 7  | 0  | 1 | 6 | 47 | 71 | -24 | 1   |

- ОУ - одиграних утакмица, ПО - победа, Н - нерешених, И - изгубљених утакмица, ДГ - датих голова, ПГ - примљених голова, ГР - гол-разлика.

## Састави победничких екипа
| Злато  | Западна Немачка  | Сантијаго Чамоловски, Роланд Фројнд, Томас Хубер, Франк Кисон, Томас Лоеб, Вернер Обшерникат, Рајнер Оселман, Петер Реле, Јирген Шредер, Хаген Штам, Дирк Тајсман | Селектор: |
| Сребро | Сједињене Државе | | Селектор: |
| Бронза | Шпанија          | | Селектор: |